# Andrew Rein
Andrew Roland Rein (* 11. března 1958 Stoughton, USA) je bývalý americký zápasník. V roce 1984 vybojoval na olympijských hrách v Los Angeles stříbrnou medaili ve volném stylu v kategorii do 68 kg.